# Bulbophyllum gibbosum
Bulbophyllum gibbosum là một loài phong lan thuộc chi Bulbophyllum.